# Réseau régional de Moravie du sud
 (mai 2024).
Si vous disposez d'ouvrages ou d'articles de référence ou si vous connaissez des sites web de qualité traitant du thème abordé ici, merci de compléter l'article en donnant les références utiles à sa vérifiabilité et en les liant à la section « Notes et références ».
Le Réseau régional de Moravie-du-Sud est un réseau de lignes de train urbains et de campagne autour de l'agglomération de Brno, dans l'est de la République tchèque.